# Maluba-Lube
Maluba-Lube ist ein Ort und ein Community Council im Distrikt Berea im Königreich Lesotho. Im Jahre 2006 hatte der Bezirk eine Bevölkerung von 21.948 Personen.

## Geographie
Das Community Council ist ein östlicher Vorort von Teyateyaneng.
Zum Council gehören die Orte:
| - Ha Bale (Berea) - Ha Kalaele - Ha Kepi (Lithabaneng) - Ha Lekhafola - Ha Mohapinyane - Ha Mohlaetoa - Ha Mokhothu - Ha Molemane - Ha Mopeli - Ha Motjoka - Ha Motseremeli - Ha Mphele | - Ha Nkalimeng - Ha Ntjabane - Ha Ramajoro - Ha Ramonaheng - Ha Ratšiu - Ha Tebeli - Khoaba-Lea-Bua - Korokoro - Lecop - Lithabaneng - Ntširele (Ha Motjoka) |